# La Mar de Músicas
La Mar de Músicas es un festival de música de carácter anual, celebrado en el mes de julio en la ciudad española de Cartagena desde 1995 y organizado por el Ayuntamiento de Cartagena a través de su Concejalía de Cultura junto a diversos patrocinadores.
Dedicado eminente, aunque no exclusivamente, a la World Music o músicas del mundo, cada año desde 1998 centra una parte de su cartel en invitar a artistas de un país concreto. 
Los conciertos se celebran en varios recintos, tanto cerrados como al aire libre, a lo largo de la ciudad: la Catedral, el Castillo de la Concepción, el Auditorio El Batel, el Auditorio del Parque Torres, el patio del Cuartel de Instrucción de Marinería, la Plaza San Francisco, la Plaza del Ayuntamiento y el Paseo del Puerto.
En 2017 el festival se alzó con el galardón de Mejor Festival de Pequeño Formato de España en la cuarta gala de los Premios Fest, celebrada en el Palacio de Deportes Bilbao Arena. En 2019 obtuvo el  Premio Ondas al Mejor Festival de España.

## Secciones
La Mar de Músicas no se presenta en solitario, sino que es acompañada paralelamente por:
- La Mar de Arte: sección que incluye exposiciones de artistas visuales y plásticos.
- La Mar de Letras: sección que incluye charlas, talleres, presentaciones y coloquios con autores literarios. Algunas de sus actividades, a pesar de ser gratuitas y abiertas al público en general, permiten obtener créditos ECTS a los alumnos de la Universidad Politécnica de Cartagena.
- La Mar de Cine: sección dedicada al séptimo arte.
- La Mar Chica: sección con actividades dirigidas al público infantil.
- La Mar de Barrios: sección inaugurada en 2016 para acercar actividades del festival a los barrios y diputaciones de Cartagena.

## Ediciones
- XXVI España (2021)
- XXV Portugal (2019)
- XXIV Dinamarca (2018)[3]
- XXIII Sonidos Latinoamericanos (2017)
- XXII Suecia (2016)
- XXI Chile (2015)
- XX Noruega (2014)
- XIX Perú (2013)
- XVIII África (2012)
- XVII Italia (2011)
- XVI Colombia (2010)
- XV Marruecos (2009)
- XIV Francia (2008)
- XIII México (2007)
- XII Sudáfrica (2006)
- XI Turquía (2005)
- X Argentina (2004)
- IX India (2003)
- VIII Cartagenas y Cartagos del Mundo (2002)
- VII Malí (2001)
- VI Brasil (2000)
- V Senegal (1999)
- IV Cuba (1998)
- III (1997)
- II (1996)
- I (1995)

## Premios La Mar de Músicas
El Premio Especial La Mar de Músicas se concede desde el año 2012.
| Edición | Año  | Artista premiado  | País     | Referencia |
| ------- | ---- | ----------------- | -------- | ---------- |
| XVIII   | 2012 | Oumou Sangaré     | Malí     | [ 4 ]      |
| XIX     | 2013 | Susana Baca       | Perú     | [ 5 ]      |
| XX      | 2014 | Omara Portuondo   | Cuba     | [ 6 ]      |
| XXI     | 2015 | Gino Paoli        | Italia   | [ 7 ]      |
| XXII    | 2016 | Cheikh Lô         | Senegal  | [ 8 ]      |
| XXIII   | 2017 | Pablo Milanés     | Cuba     | [ 9 ]      |
| XXIV    | 2018 | Totó la Momposina | Colombia | [ 10 ]     |
| XXV     | 2019 | Salif Keita       | Mali     | [ 11 ]     |
| XXVI    | 2021 | Jorge Drexler     | Uruguay  | [ 12 ]     |

## Escenarios

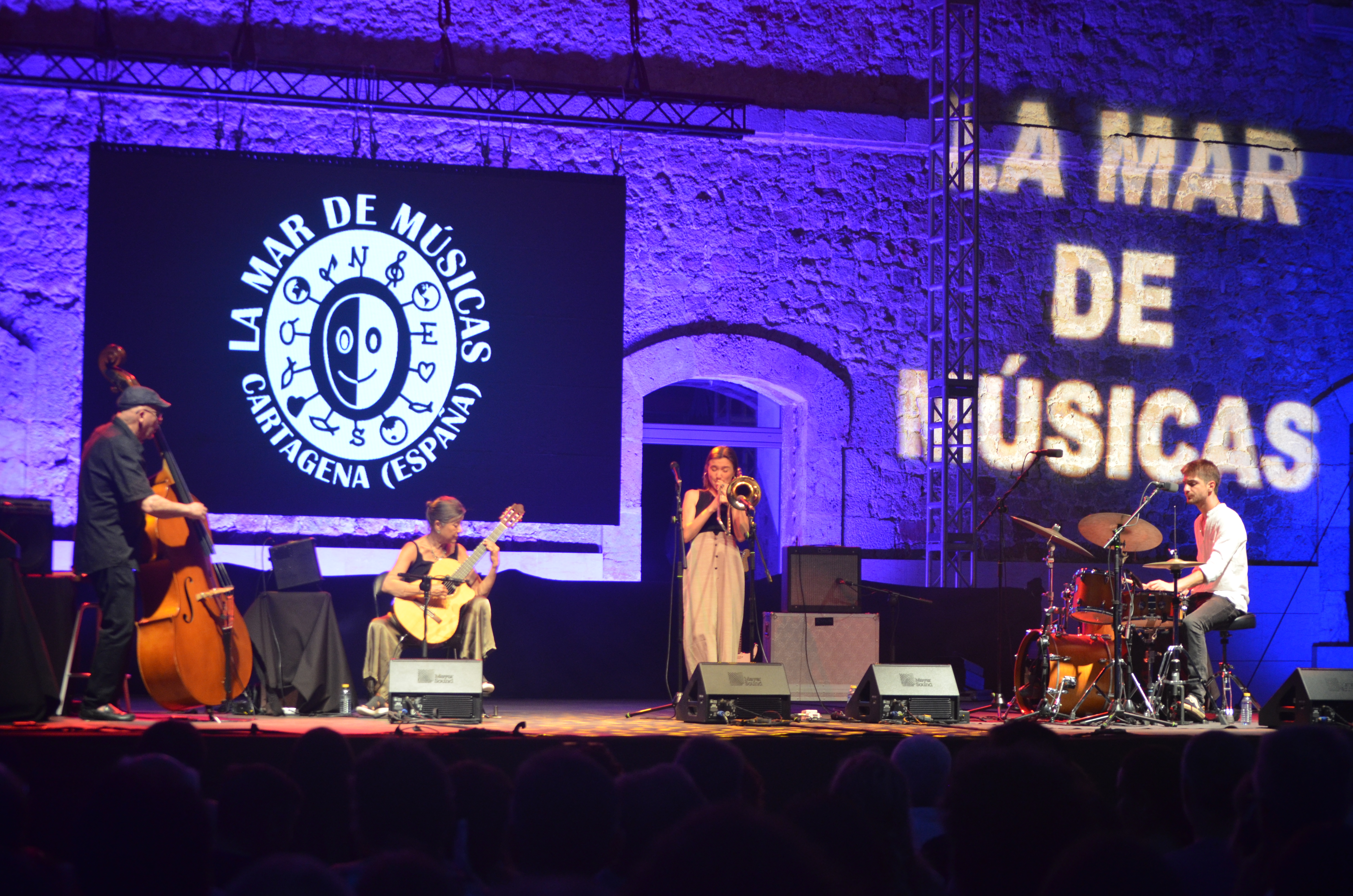
Concierto de Riya Payés en el escenario CIM, en julio de 2022

El escenario principal de los conciertos es el Auditorio Paco Martín situado en el Parque Torres, en lo alto de una de los colinas con vistas al puerto. Conectado con él está el denominado Castillo árabe, donde suceden los conciertos de madrugada. Otro de los escenarios principales es el situado en el CIM, antiguo Cuartel de Instrucción de Marinería (hoy facultad de ciencias empresariales de la Universidad Politécnica de Cartagena. Además se usa la terraza del nuevo Club de Regatas y escenarios en la Plaza del Ayuntamiento, para conciertos gratuitos y en la explanada del puerto. En anteriores ediciones también se usó como escenario el Parque de Artillería, el Auditorio de El Batel o la Plaza San Francisco.

## La Mar de Barrios
En el año 2016 se inauguró esta nueva sección del festival que pretende acercar las distintas actividades del festival a los barrios y diputaciones de Cartagena trabajando en colaboración con las asociaciones y agentes sociales de la zona.
| Edición | Año  | Barrio o diputación          | Referencia |
| ------- | ---- | ---------------------------- | ---------- |
| XXII    | 2016 | José María Lapuerta          | [ 13 ]     |
| XXIII   | 2017 | Santa Lucía y Mar de Cristal | [ 14 ]     |
| XXIV    | 2018 | Urbanización Mediterráneo    | [ 15 ]     |

## Reconocimientos

### 2017
- Mejor festival de pequeño formato en los Premios Fest.[1]
- Mejor festival de pequeño formato en los Iberian Festival Awards.[16]
- Mejor evento cultural de la Región de Murcia por la Fundación Contemporánea.

### 2018
- Mejor evento cultural de la Región de Murcia por la Fundación Contemporánea.[17]

### 2019
- Mejor Programación Cultural, Iberian Festival Awards.[16]

- Premio Ondas Nacional de Músicas 2019 en la categoría de Mejor espectáculo, gira o festival junto a Sonorama Ribera y Concert Music Festival.[2]
- Mayor Aportación Turística a su Región en los premios Fest 2019.[18]

### 2021
- Insignia cultural de la Región de Murcia en 2021 por el Observatorio de la Cultura de la Fundación Contemporánea.[19]

## Patrocinadores
- Caja Murcia (1995-actualidad).
- Estrella Levante (2007-actualidad).
- Heineken (2000-2006).

## Premio La Mar de Músicas
- Jorge Drexler (2021).
- Youssou N’Dour (2022).